# Смоляров Олександр Сергійович
Смоляров Олександр Сергійович («Рицар»; 26 вересня 1981, Тернопіль — 01 червня 2025) — український військовик, підполковник поліції, учасник російсько-української війни.

## Життєпис
Закінчив Чортківську ЗОШ ;
Працював оперуповноваженим Тернопільського МВ УМВС України, від 2017 року начальник сектору управління карного розшуку Головного Управління національної поліції в Тернопільській області.
З 2024 року Командир взводу Бпоп Головного Управління національної поліції в Тернопільській області.

## Сім'я
Дружина і два сини